# Hildegard Meier-Schöpfer
Hildegard Meier-Schöpfer (* 1958) ist eine Schweizer Politikerin (FDP). Dem Kantonsrat des Kantons Luzern gehörte sie von 2007 bis 2019 an.

## Beruf und Privates
Meier-Schöpfer war Geschäftsfrau und leitete 14 Textilpflege-Betriebe mit 100 Mitarbeitern. Sie wuchs mit acht Geschwistern auf einem Bauernhof Schaftelenmoos in Schüpfheim. Sie ist Mutter von drei erwachsenen Kindern und wohnte in Willisau und Luzern.

## Politik
Meier-Schöpfer gehörte der Liberalen Partei an. Für die Freisinnig-Demokratische Partei (FDP) nahm sie in Willisau in der Schulpflege Einsitz. Sie war von Juli 2007 bis Juni 2019 Kantonsrätin des Wahlkreises Willisau. Als Kantonsratspräsidentin hatte sie von Juli 2018 bis Juni 2019 das höchste Amt im Kanton inne. Die Vizepräsidentschaft hatte sie im Juli 2017 übernommen. Daneben war sie seit Juni Vizepräsidentin 2015 der Aufsichts- und Kontrollkommission des Kantonsrats.

## Belege
1. 1 2  lu.ch: Kantonsratsprofil (abgerufen am 3. Januar 2023)
2. 1 2  zentralplus.ch: Höchste Luzernerin zügelt für ihre eigene Feier. (19. Juni 2018, abgerufen am 3. Januar 2023)

| Personendaten    | Personendaten                 |
| ---------------- | ----------------------------- |
| NAME             | Meier-Schöpfer, Hildegard     |
| KURZBESCHREIBUNG | Schweizer Politikerin der FDP |
| GEBURTSDATUM     | 1958                          |